# Carcans

Carcans este o comună în departamentul Gironde din sud-vestul Franței. În 2009 avea o populație de 2.165 de locuitori.

## Evoluția populației
| An        | 1975  | 1982  | 1990  | 1999  | 2006  | 2009  |
| --------- | ----- | ----- | ----- | ----- | ----- | ----- |
| Populație | 1.155 | 1.242 | 1.503 | 1.551 | 2.061 | 2.165 |